# Раунд-Веллі (Каліфорнія)
Раунд-Веллі (англ. Round Valley) — переписна місцевість (CDP) в США, в окрузі Іньйо штату Каліфорнія. Населення — 482 особи (2020).

## Географія
Раунд-Веллі розташований за координатами 37°24′51″ пн. ш. 118°34′20″ зх. д. / 37.41417° пн. ш. 118.57222° зх. д. (37.414163, -118.572273).  За даними Бюро перепису населення США в 2010 році переписна місцевість мала площу 35,80 км², з яких 35,77 км² — суходіл та 0,03 км² — водойми.

## Демографія
Згідно з переписом 2010 року, у переписній місцевості мешкало 435 осіб у 141 домогосподарстві у складі 89 родин. Густота населення становила 12 особи/км².  Було 155 помешкань (4/км²).
Расовий склад населення:
| - 76,6 % — білих - 8,7 % — чорних або афроамериканців - 4,8 % — корінних американців - 0,7 % — азіатів - 6,2 % — осіб інших рас |

До двох чи більше рас належало 3,0 %. Частка іспаномовних становила 15,9 % від усіх жителів.
За віковим діапазоном населення розподілялося таким чином: 14,5 % — особи молодші 18 років, 78,8 % — особи у віці 18—64 років, 6,7 % — особи у віці 65 років та старші. Медіана віку мешканця становила 39,8 року. На 100 осіб жіночої статі у переписній місцевості припадало 155,9 чоловіків;  на 100 жінок у віці від 18 років та старших — 177,6 чоловіків також старших 18 років.
Середній дохід на одне домашнє господарство  становив 67 475 доларів США (медіана — 50 357), а середній дохід на одну сім'ю — 92 688 доларів (медіана — 76 250). Медіана доходів становила 40 625 доларів для чоловіків та 45 455 доларів для жінок. За межею бідності перебувало 10,0 % осіб, у тому числі 78,6 % дітей у віці до 18 років та 0,0 % осіб у віці 65 років та старших.
Цивільне працевлаштоване населення становило 179 осіб. Основні галузі зайнятості: освіта, охорона здоров'я та соціальна допомога — 16,2 %, сільське господарство, лісництво, риболовля — 16,2 %, роздрібна торгівля — 15,1 %, будівництво — 14,5 %.